# Amy Fulmer
Amy Fulmer (24 de mayo de 2001) es una deportista estadounidense que compite en natación, especialista en el estilo libre.
En los Juegos Panamericanos de 2023 obtuvo dos medallas, en las pruebas de 4 × 100 m libre y 4 × 100 m libre mixto.
Estudió el grado de Investigación Clínica en la Universidad Estatal de Ohio.

## Palmarés internacional
| Juegos Panamericanos | Juegos Panamericanos | Juegos Panamericanos | Juegos Panamericanos  |
| Año                  | Lugar                | Medalla              | Prueba                |
| -------------------- | -------------------- | -------------------- | --------------------- |
| 2023                 | Santiago (Chile)     | Medalla de plata     | 4 × 100 m libre       |
| 2023                 | Santiago (Chile)     | Medalla de plata     | 4 × 100 m libre mixto |